# Camion (rivista)
Camion (rivista internazionale di nuova poesia) è stata una rivista italiana di poesia. Il progetto nasce nell'autunno del 1979 a Torino.
Diretta da Giulio Tedeschi contava, oltre alla sede principale torinese, anche due redazioni esterne, a Milano (caporedattore Meo Cataldo Dino) e ad Amsterdam 
(caporedattore Aldo Piromalli).
Tra gli autori presentati: Gianni Milano Aldo Piromalli, 
Franco Beltrametti, Giancarlo Pavanello, Alex Holst, Simon Vinkenoog.
La rivista si presentava con un rigoroso bianco e nero post-moderno che dava molto spazio al supporto fotografico, curato da uno staff specifico con sede a Milano, composto da Italo Bertolasi e Pietro Borsi. 
Nonostante i positivi risultati raggiunti, furono pubblicati solo due numeri. Un terzo, chiuso in redazione nell'estate del 1980, non raggiunse mai la distribuzione. Il progetto rinasce solo nel 2017 sotto forma di audio-rivista con un numero sperimentale su supporto audio e nel 2018 si trasforma in Camion Press pubblicando vari titoli tra cui "Benvenuto nella Contea di Sonoma" del poeta nordamericano Michael Rothenberg.

## Rivista
| Titolo     | Autori                                                                                | Anno         |
| ---------- | ------------------------------------------------------------------------------------- | ------------ |
| Camion n.1 | Franco Beltrametti, Walter Tarello, Gianni Milano, Piero Verni, Giulio Tedeschi, etc. | Gennaio 1980 |
| Camion n.2 | Giacomo "Spazio" Mojetta, Antonio Meo, Alex Holst, Simonka Toncy Violi, etc.          | Aprile 1980  |

## Eventi speciali

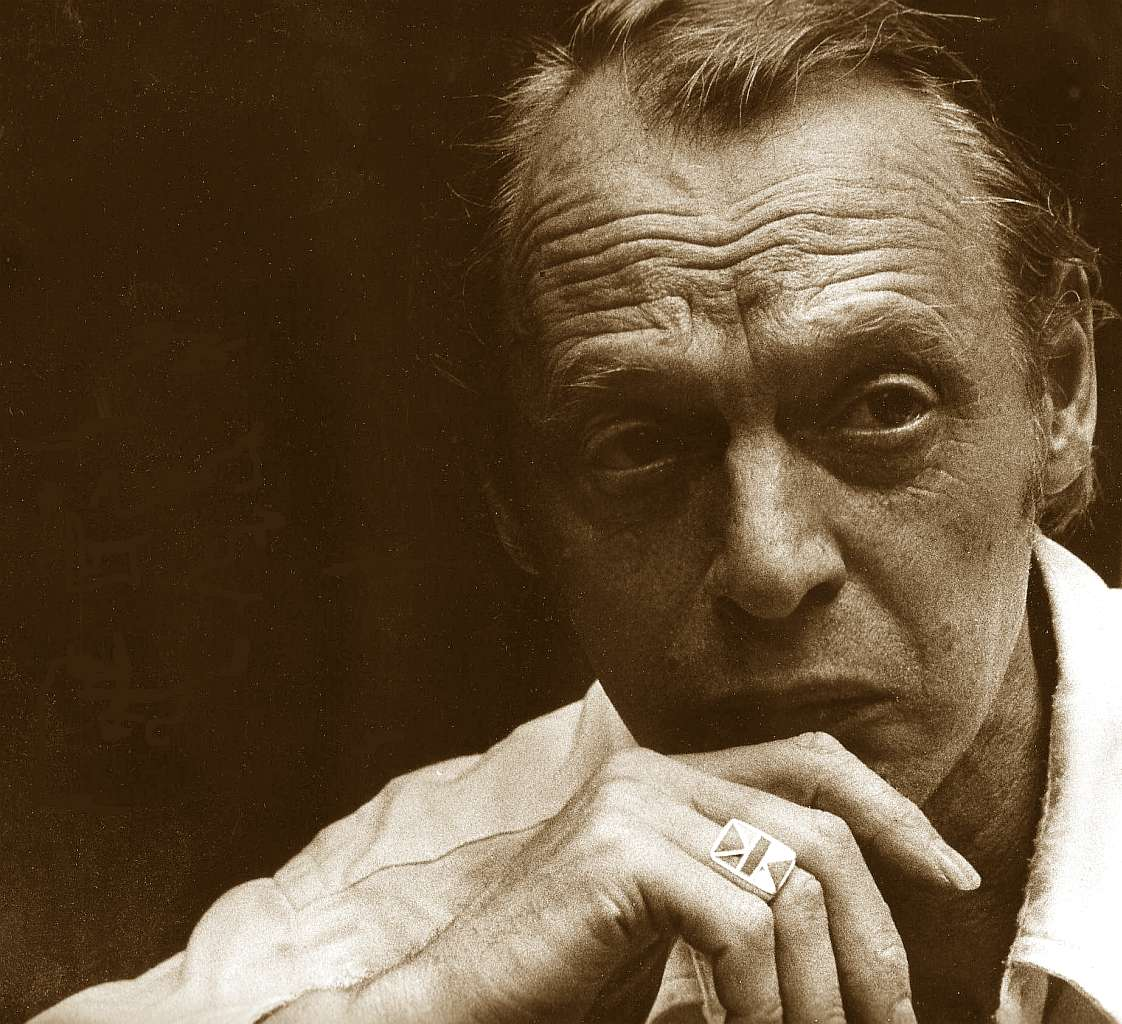
Simon Vinkenoog

L'11 aprile 1980, per il lancio promozionale della rivista, viene organizzato presso il club torinese Postino Cheval "Funky, Punky and Chic", un reading multimediale di poesia, musica e mimo, con la partecipazione di Giulio Tedeschi, Walter Ferrari, Meo Cataldo Dino, Giacomo "Spazio" Mojetta (uno dei fondatori, anni dopo, della label indipendente Vox Pop) ed Antonio Meo.